# Alexis Rodríguez
Alexis Rodríguez Valera (ur. 7 lipca 1978) – kubański i od 2014 roku azerski zapaśnik w stylu wolnym. Dwukrotny Olimpijczyk. Brązowy medalista olimpijski z Sydney 2000 w wadze do 130 kg; piąte miejsce w Atenach 2004 w wadze do 120 kg.
Siedmiokrotny uczestnik Mistrzostw Świata, sześciokrotny srebrny medalista, złoty z 1998 roku. Trzy medale na Igrzyskach Panamerykańskich, złoto w 2007 roku. Cztery razy najlepszy na Mistrzostwach Panamerykańskich a raz Igrzyska Ameryki Środkowej i Karaibów w 1993 roku.
Wygrał igrzyska Ameryki Środkowej i Karaibów w 1998. Triumfator Pucharu Świata w 2005; drugie w 1996, 1997, 1999; trzecie w 1998 i 2014; piąte w 2000 i drugi w drużynie w 2008 roku.